# Dan DeCarlo
Daniel S. DeCarlo (New Rochelle, 12 de dezembro de 1919 - New Rochelle, 18 de dezembro de 2001) foi um cartunista americano, muito conhecido por desenvolver o visual da Archie Comics no final da década de 1950 e começo de 1960, modernizando os personagens a uma aparência contemporânea e estabelecendo o estilo próprio da Archie Andrews.
Foi criador de Sabrina the teenage witch, Josie e as gatinhas e Cheryl Blossom. Seus filhos gêmeos, Dan Jr e James "Jim" Deo também são artistas da Archie Comics, escritor e desenhista, respectivamente.
Dan DeCarlo nasceu em New Rochelle, Nova Iorque. Estudou na New Rochelle High School em sua cidade natal, em seguida na Manhattan´s Art Students League, de 1938 a 1941, quando se alistou no Exército dos EUA. Ficou situado na Grã-Bretanha, onde trabalhou como mecânico e pintor. Também desenhava uma pequena tira semanal. Encontrou sua esposa, Josie Dumont, uma francesa, na Bélgica logo após a Batalha de Bulge. Josie foi a inspiração para a líder das gatinhas.

## Carreira profissional
Início a carreira em 1947 na Timely Comics de Martin Goodman, predecessora da Marvel Comics.
Teve sucesso por 10 anos com a revista "Millie the Model" para a outra predecessora da Marvel, "Atlas Comics", escrevendo e desenhando as aventuras de "Millie Collins", e "Chili Storm". Também contribuiu para "Sherry the showgirl"" e "Showgirls", ambos da Atlas.
Além do trabalho com banda desenhada, DeCarlo trabalhou com freelances para as revistas "The Saturday Evening Post" e "Argosy Magazine", bem como para a Humorama de Martin Goodman.
As circunstâncias exatas da criação de Josie se tornou a trama de um processo envolvendo o Sr. DeCarlo e a Archie Comics logo antes do desenho virar filme Josie e as gatinhas, de 2001, pela MCA/Universal. DeCarlo disse que criou a personagem por conta própria no final da década de 1950 e tentou vendê-la como "Here´s Josie". Pelo menos obteve uma resposta. No meio da disputa, a editora terminou o contrato com ele. Entre seus trabalhos finais temos uma história para o título independente de Paul Dini, chamado "Jingle Belle", e histórias para a "Bongo Comics", "The Simpsons" e "Bart Simpson". "Foi trágico chegar numa idade onde muitos cartunistas são reverenciados como tesouros por muitos editores, Dan se sentiu mais usado pelas editoras do que reverenciado pelas suas contribuições. Ainda estava cercado de fãs e profissionais do mundo todo, e sempre foi grato a mim pelo apoio dado nestes tempos difíceis.
Foi listado como o criador nos créditos finais de Josie e as gatinhas. Recebeu um bônus e crédito como co-criador de Sabrina, the Teenage Witch, que se tornou uma serie de TV popular.
DeCarlo é citado, entre outros artistas da Archie Comics como Harry Lucey e outros, como uma forte influência aos criadores de banda desenhada alternativa Jaime Hernandez e Gilberto Hernandez, que chegaram à fama na década de 1980 com "Love and Rockets".
Decarlo ganhou o Prêmio de Melhor revista em quadrinhos de 2000 da National Cartoonists Society por "Betty and Veronica Magazine". Foi indicado como Melhor desenhista (Humor) em 1974, Prêmio Shazam.

## Morte
DeCarlo morreu em New Rochelle, Nova Iorque, de pneumonia, de acordo com sua esposa, que vivia em Scarsdale.
Ele está sendo seguido por seus filhos gêmeos, Dan Jr e Jim, que continuam seus trabalhos.